# Kabanga (prénom)
Pour les articles homonymes, voir Kabanga (homonymie).
Le prénom Kabanga est un prénom luba, en tshiluba kabangà, pour l'enfant puîné des jumeaux, le second jumeaux. Lorsqu'il y a des triplés, le troisième se nomme Katuma.
- Pour l'ensemble des articles sur les personnes portant ce prénom, consulter :
  - la liste des articles dont le titre commence par ce prénom
  - les listes produites par Wikidata : Liste des personnes de prénom « Kabanga » — même liste en incluant les éventuels prénoms composés qui contiennent « Kabanga ».
- Jesus Kabanga, secrétaire générale du Parti de l'alliance jeunesse, travailleurs et fermiers d'Angola (Pajoca, abréviation de Partido da Aliança Juventude, Operários e Camponeses de Angola).